# Embraer
Embraer eller Empresa Brasileira de Aeronáutica S.A er et brasiliansk konglomerat der producerer fly. 
Selskabet producerer kommercielle, militære og privatfly og laver også forskellige aeronautiske researchopgaver. Fra 1999 til 2001 var det Brasiliens største eksportør og er i dag en af de tre største eksportører i landet. Blandt alle flyproducenter verden over er selskabet for tiden det tredje største målt på årlige leveringer (efter Boeing og Airbus) og har den fjerde største arbejdsstyrke (efter Boeing, Airbus og Bombardier).
Selskabets hovedkvarter, fabriksdel, design og konstruktions kontorer ligger i São José dos Campos, São Paulo. Embraer har også et udviklingscenter med testfaciliteter ved Gavião Peixoto, i staten São Paulo. Dette sted inkluderer en 5000 meter lang landingsbane, den tredje længste i verden. 
Embraer har vedligeholdelse og forretningscentre i USA og salgskontorer i Frankrig, Singapore og Kina.
Per 31. december, 2007 havde Embraer totalt 23,770 ansatte og ordrer for i alt 18.8 milliarder dollars.

## Fly

### Kommercielle fly
- Embraer EMB 110 Bandeirante
- Embraer EMB 120 Brasilia
- Embraer EMB 121 Xingu
- Embraer/FMA CBA 123 Vector
- Embraer ERJ 145 familien, bestående af:
  - Embraer ERJ 135
  - Embraer ERJ 140
  - Embraer ERJ 145
- Embraer E-Jets, bestående af:
  - Embraer 170
  - Embraer 175
  - Embraer 190
  - Embraer 195

### Militær fly
- Embraer EMB 312 Tucano
- Embraer EMB 314 Super Tucano
- AMX International AMX
- Embraer ERJ 145 militær versioner, bestående af:
  - Embraer 145 AEW&C
  - Embraer 145 RS/AGS
  - Embraer P-99
- Embraer C-390

### Privatfly
- Embraer Phenom 100
- Embraer Phenom 300
- Embraer MLJ
- Embraer MSJ
- Embraer Legacy 600
- Embraer Lineage 1000

### Landbrug
- Embraer EMB 202 Ipanema